# Порт-Тревортон (Пенсільванія)
Порт-Тревортон (англ. Port Trevorton) — переписна місцевість (CDP) в США, в окрузі Снайдер штату Пенсільванія. Населення — 734 особи (2020).

## Географія
Порт-Тревортон розташований за координатами 40°41′36″ пн. ш. 76°53′46″ зх. д. / 40.69333° пн. ш. 76.89611° зх. д. (40.693370, -76.896123).  За даними Бюро перепису населення США в 2010 році переписна місцевість мала площу 8,28 км², з яких 8,26 км² — суходіл та 0,02 км² — водойми.

## Демографія
Згідно з переписом 2010 року, у переписній місцевості мешкало 769 осіб у 267 домогосподарствах у складі 197 родин. Густота населення становила 93 особи/км².  Було 291 помешкання (35/км²).
Расовий склад населення:
| - 98,7 % — білих - 0,4 % — азіатів - 0,1 % — чорних або афроамериканців |

До двох чи більше рас належало 0,8 %. Частка іспаномовних становила 1,0 % від усіх жителів.
За віковим діапазоном населення розподілялося таким чином: 28,1 % — особи молодші 18 років, 58,0 % — особи у віці 18—64 років, 13,9 % — особи у віці 65 років та старші. Медіана віку мешканця становила 35,9 року. На 100 осіб жіночої статі у переписній місцевості припадало 106,2 чоловіків;  на 100 жінок у віці від 18 років та старших — 99,6 чоловіків також старших 18 років.
Середній дохід на одне домашнє господарство  становив 44 814 долари США (медіана — 45 000), а середній дохід на одну сім'ю — 48 367 доларів (медіана — 46 591). За межею бідності перебувало 14,1 % осіб, у тому числі 13,2 % дітей у віці до 18 років та 21,8 % осіб у віці 65 років та старших.
Цивільне працевлаштоване населення становило 314 осіб. Основні галузі зайнятості: виробництво — 24,2 %, освіта, охорона здоров'я та соціальна допомога — 15,0 %, роздрібна торгівля — 14,0 %.